# Rörstorpsmossen
Rörstorpsmossen är Ålands största högmosse, den är belägen i byn Rörstorp i Lemlands kommun. Vattnet rinner österut via Fuggorna och vidare norrut till havet i Lumparn i Kåvik.
Rörstorpmossen är en flackmosse. Myren vars centrala del på 1960-talet var trädlös har sedan dess vuxit igen och var 2006 täckt av gles eller medeltät tallskog. Randskogen består av medeltät och ställvis tät blandskog.